# Gudrun Abascal
Gudrun Abascal, född 1948 i Backe, är en svensk barnmorska och författare. Hon är omvårdnadschef och chefsbarnmorska vid BB Stockholm.

## Biografi
Abascal växte upp i Backe i Ångermanland. Fadern var ambulansförare och modern arbetade som sjukvårdsbiträde. Så småningom bosatte sig familjen i en lägenhet på Löwenströmska sjukhusets område. Abascal visste tidigt att hon ville arbeta med sjukvård. Som 17-åring gammal började hon på sjuksköterskeutbildningen där hon insåg att hon ville vidareutbilda sig till barnmorska. Efter barnmorskeexamen arbetade hon på Löwenströmska sjukhuset i ett halvår och därefter på Danderyds sjukhus i 30 år.
Abascal är framför allt känd som författare till boken Att föda. En barnmorskas tankar, råd och erfarenheter från 2000, samt som initiativtagare till de i svensk sjukvård okonventionella förlossningsklinikerna ABC-enheten vid Södersjukhuset i Stockholm (startad 1989), BB Stockholm (startat 2001) och BB Sophia (startat 2014 och nedlagd 2016). BB Stockholm, ägt till 51 procent av Praktikertjänst och till 49 procent av Danderyds sjukhus , är Sveriges första förlossningsklinik i privat regi. Verksamheten inkluderar även mödravård och BB.
Gudrun Abascal har själv aldrig fött barn och menar att det gör henne till en bättre barnmorska eftersom hon aldrig relaterar till sin egen förlossningsupplevelse i förlossningsrummet.
2006 tilldelades hon S:t Eriks-medaljen av Stockholm stad för sitt passionerade arbete med att utveckla förlossningsvården. 2015 tilldelades hon Svenska Barnmorskeförbundets Hederspris för viktiga insatser för att främja kvinnor och barns hälsa samt sexuella och reproduktiva rättigheter.